# Supergrup de la seidozerita
El supergrup de la seidozerita és un grup de minerals format per titanosilicats i blocs intermedis aprovat per l'Associació Mineralògica Internacional l'any 2016. El supergrup es troba dividit en quatre grups: 
- grup de la bafertisita
- grup de la lamprofil·lita
- grup de la murmanita
- grup de la rinkita

Els quatre grups es caracteritzen per tenir una suma de Ti (+ Nb + Zr + Fe3+ + Mg + Mn) d’1, 2, 3 i 4 àtoms per unitat de fórmula, respectivament. Totes les espècies del supergrup cristal·litzen en el sistema monoclínic o triclínic.
L'any 2024 van ser aprovades la ferroinnelita i la nacareniobsita-(Nd), dues noves espècies per a aquest supergrup que no han estat englobades dins de cap grup.

## Grup de la bafertisita
El grup de la bafertisita és un grup amb fórmula general: APDPMO₄MH₂(Si₂O₇)₂(XOM)₂(XOA)₂XPM, i que està format per vuit espècies: bafertisita, bobshannonita, bussenita, camaraïta, hejtmanita, jinshajiangita, perraultita i yoshimuraïta.
| Espècie        | Fórmula                                     |
| -------------- | ------------------------------------------- |
| Bafertisita    | Ba₂Fe2+ 4Ti₂(Si₂O₇)₂O₂(OH)₂F₂               |
| Bobshannonita  | Na₂KBa(Mn,Na)₈(Nb,Ti)₄(Si₂O₇)₄O₄(OH)₄(O,F)₂ |
| Bussenita      | Na₂Ba₂Fe2+Ti(Si₂O₇)CO₃(OH)₃F                |
| Camaraïta      | Ba₃Na(Fe2+,Mn)₈Ti₄(Si₂O₇)₄O₄(OH)₄(OH,F)₇    |
| Hejtmanita     | Ba₂Mn2+ 4Ti₂(Si₂O₇)₂O₂(OH)₂F₂               |
| Jinshajiangita | BaNaFe2+ 4Ti₂(Si₂O₇)₂O₂(OH)₂F₂              |
| Perraultita    | BaNaMn2+ 4Ti₂(Si₂O₇)₂O₂(OH)₂F₂              |
| Yoshimuraïta   | Ba₂Mn₂Ti(Si₂O₇)(PO₄)O(OH)                   |

## Grup de la lamprofil·lita
El grup de la lamprofil·lita és un grup amb fórmula general: AP₂MH₂MO₄(Si₂O₇)₂(XOM)₂(XOA)₂. Aquest grup està format per dinou espècies: baritolamprofil·lita, bornemanita, delindeïta, emmerichita, epistolita, fluorbaritolamprofil·lita, fluorlamprofil·lita, innelita, kazanskyita, lamprofil·lita, lileyita, nabalamprofil·lita, nechelyustovita, fosfoinnelita, polifita, saamita, xkatulkalita, vuonnemita i zvyaginita.
| Espècie                   | Fórmula                                      |
| ------------------------- | -------------------------------------------- |
| Baritolamprofil·lita      | (Ba,Na)₂(Na,Ti,Fe3+)₄Ti₂(Si₂O₇)₂O(OH,F)      |
| Bornemanita               | Na₆BaTi₂Nb(Si₂O₇)₂(PO₄)O₂(OH)F               |
| Delindeïta                | (Na,K)₂(Ba,Ca)₂(Ti,Fe,Al)₃(Si₂O₇)₂O₂(OH)₂    |
| Emmerichita               | Ba₂Na(Na,Fe2+)₂(Fe3+,Mg)Ti₂(Si₂O₇)₂O₂F₂      |
| Epistolita                | Na₂(Nb,Ti)₂(Si₂O₇)O₂·nH₂O                    |
| Fluorbaritolamprofil·lita | (Ba,Sr)₂[(Na,Fe2+)₃(Ti,Mg)F₂][Ti₂(Si₂O₇)₂O₂] |
| Fluorlamprofil·lita       | Na₃(SrNa)Ti₃(Si₂O₇)₂O₂F₂                     |
| Innelita                  | Na₂CaBa₄Ti₃(Si₂O₇)₂(SO₄)₂O₄                  |
| Kazanskyita               | BaNa₃Ti₂Nb(Si₂O₇)₂O₂(OH)₂(H₂O)₄              |

| Espècie            | Fórmula                                                  |
| ------------------ | -------------------------------------------------------- |
| Lamprofil·lita     | (Na,Mn2+)₃(SrNa)₂(Ti,Fe3+)₃(Si₂O₇)₂O₂(OH,O,F)₂           |
| Lileyita           | Ba₂(Na,Fe,Ca)₃MgTi₂(Si₂O₇)₂O₂F₂                          |
| Nabalamprofil·lita | Na₃(Ba,Na)₂Ti₃(Si₂O₇)₂O₂(OH,F)₂                          |
| Nechelyustovita    | (Ba,Sr,K)₂(Na,Ti,Mn)₄(Ti,Nb)₂(Si₂O₇)₂O₂(O,H₂O,F)₂·4,5H₂O |
| Fosfoinnelita      | Na₃Ba₄Ti₃(Si₂O₇)₂(PO₄,SO₄)₂O₂F                           |
| Polifita           | Na₅(Na₄Ca₂)Ti₂(Si₂O₇)(PO₄)₃O₂F₂                          |
| Saamita            | Ba◻Na₃Ti₂Nb(Si₂O₇)₂O₂(OH)F(H₂O)₂                         |
| Xkatulkalita       | Na₂Nb₂Na₃Ti(Si₂O₇)₂O₂(FO)(H₂O)₄(H₂O)₃                    |
| Vuonnemita         | Na11Ti4+Nb₂(Si₂O₇)₂(PO₄)₂O₃(F,OH)                        |
| Zvyaginita         | NaZnNb₂Ti[Si₂O₇]20(OH,F)₃(H₂O)₄+(x<1)                    |

## Grup de la murmanita
El grup de la murmanita és un grup de minerals amb fórmula: AP₂MH₂MO₄(Si₂O₇)₂(XOM,A)₄(XPM,A)₄. El grup l'integren deu espècies minerals: betalomonossovita, calciomurmanita, kolskyita, lomonossovita, murmanita, quadrufita, schüllerita, selivanovaïta, sobolevita i vigrishinita.
| Espècie           | Fórmula                                     |
| ----------------- | ------------------------------------------- |
| Betalomonossovita | Na₆◻₄Ti₄(Si₂O₇)₂[PO₃OH][PO₂(OH)₂]O₂(OF)     |
| Calciomurmanita   | (Na,◻)₂Ca(Ti,Mg,Nb)₄[Si₂O₇]₂O₂(OH,O)₂(H₂O)₄ |
| Kolskyita         | CaNa₂Ti₄(Si₂O₇)₂O₄(H₂O)₇                    |
| Lomonossovita     | Na₅Ti₂(Si₂O₇)(PO₄)O₂                        |
| Murmanita         | Na₂Ti₂(Si₂O₇)O₂·2H₂O                        |

| Espècie       | Fórmula                                      |
| ------------- | -------------------------------------------- |
| Quadrufita    | Na14Ca₂Ti₄(Si₂O₇)₂(PO₄)₂O₂F                  |
| Schüllerita   | Ba₂Na(Mn,Ca)(Fe3+,Mg,Fe2+)₂Ti₂(Si₂O₇)₂(O,F)₄ |
| Selivanovaïta | NaFe³⁺Ti₄(Si₂O₇)₂O₄(H₂O)₄                    |
| Sobolevita    | Na13Ca₂Mn₂Ti₃(Si₂O₇)₂(PO₄)₄O₃F₃              |
| Vigrishinita  | NaZnTi₄Si₂O₇)₂O₃(OH)(H₂O)₄                   |

## Grup de la rinkita
El grup de la rinkita és un grup de minerals amb fórmula: AP₂MH₂MO₄(Si₂O₇)₂(XOM)₂(XOA)₂. El grup està format per catorze minerals: batievaïta-(Y), fogoïta-(Y)], götzenita, grenmarita, hainita-(Y), kochita, mosandrita-(Ce), nacareniobsita-(Ce), nacareniobsita-(Y), rinkita-(Ce), rinkita-(Y), rosenbuschita, roumaïta i seidozerita.
| Espècie         | Fórmula                                      |
| --------------- | -------------------------------------------- |
| Batievaïta-(Y)  | Y₂Ca₂Ti(Si₂O₇)₂(OH)₂(H₂O)₄                   |
| Fogoïta-(Y)     | Na₃Ca₂Y₂Ti(Si₂O₇)₂OF₃                        |
| Götzenita       | NaCa₆Ti(Si₂O₇)₂OF₃                           |
| Grenmarita      | Na₄MnZr₃(Si₂O₇)₂O₂F₂                         |
| Hainita-(Y)     | Na₂Ca₄(Y,REE)Ti(Si₂O₇)₂OF₃                   |
| Kochita         | Na₃Ca₂MnZrTi(Si₂O₇)₂OF₃                      |
| Mosandrita-(Ce) | (Ca₃REE)[(H₂O)₂Ca0,5◻0,5]Ti(Si₂O₇)₂OH₂(H₂O)₂ |

| Espècie             | Fórmula                          |
| ------------------- | -------------------------------- |
| Nacareniobsita-(Ce) | NbNa₃Ca₃(Ce,REE)(Si₂O₇)₂OF₃      |
| Nacareniobsita-(Y)  | Na₃Ca₃YNb(Si₂O₇)₂OF₃             |
| Rinkita-(Ce)        | (Ca₃Ce)Na(NaCa)Ti(Si₂O₇)₂(OF)F₂  |
| Rinkita-(Y)         | Na₂Ca₄YTi(Si₂O₇)₂OF₃             |
| Rosenbuschita       | Na₆Ca₆Zr₃Ti(Si₂O₇)₄O₂F₆          |
| Roumaïta            | (Ca,Na,REE,◻)₇(Nb,Ti)(Si₂O₇)₂OF₃ |
| Seidozerita         | Na₄MnZr₂Ti(Si₂O₇)₂O₂F₂           |